# Grand Prix Hassan II 2022 - Qualificazioni singolare
Le qualificazioni del singolare del Grand Prix Hassan II 2022 sono state un torneo di tennis preliminare per accedere alla fase finale della manifestazione. I vincitori dell'ultimo turno sono entrati di diritto nel tabellone principale. In caso di ritiro di uno o più giocatori aventi diritto a questi sono subentrati i lucky loser, ossia i giocatori che hanno perso nell'ultimo turno ma che avevano una classifica più alta rispetto agli altri partecipanti che avevano comunque perso nel turno finale.

## Teste di serie
1. Mikael Ymer (primo turno)
2. Fernando Verdasco (ultimo turno)
3. Bernabé Zapata Miralles (ultimo turno,lucky loser)
4. Damir Džumhur (qualificato)

1. Vít Kopřiva (qualificato)
2. Pavel Kotov (qualificato)
3. Gian Marco Moroni (ultimo turno)
4. Filip Horanský (primo turno)

## Qualificati
1. Mirza Bašić
2. Pavel Kotov

1. Vít Kopřiva
2. Damir Džumhur

### Lucky loser
1. Bernabé Zapata Miralles

## Tabellone

### Legenda
| - Q = Qualificato - WC = Wild card - LL = Lucky loser | - ALT = Alternate - SE = Special Exempt - PR = Protected Ranking | - w/o = Walkover - r = Ritirato - d = Squalificato |

### Sezione 1
|  | Primo turno | Primo turno          | Primo turno          | Primo turno | Primo turno |  |  | Ultimo turno | Ultimo turno      | Ultimo turno      | Ultimo turno | Ultimo turno |  |
|  |             |                      |                      |             |             |  |  |              |                   |                   |              |              |  |
|  | 1           | Mikael Ymer          | 5                    | 7           | 65          |  |  |              |                   |                   |              |              |  |
|  |             | Mirza Bašić          | 7                    | 5           | 7           |  |  |              | Mirza Bašić       | Mirza Bašić       | 6            | 6            |  |
|  |             | Eduard Esteve Lobato | Eduard Esteve Lobato | 62          | 2           |  |  | 7            | Gian Marco Moroni | Gian Marco Moroni | 4            | 4            |  |
|  | 7           | Gian Marco Moroni    | Gian Marco Moroni    | 7           | 6           |  |  |              |                   |                   |              |              |  |

### Sezione 2
|  | Primo turno | Primo turno          | Primo turno          | Primo turno | Primo turno |  |  | Ultimo turno | Ultimo turno      | Ultimo turno      | Ultimo turno | Ultimo turno |  |
|  |             |                      |                      |             |             |  |  |              |                   |                   |              |              |  |
|  | 2           | Fernando Verdasco    | Fernando Verdasco    | 6           | 6           |  |  |              |                   |                   |              |              |  |
|  | Alt         | Oleksandr Nedovjesov | Oleksandr Nedovjesov | 4           | 2           |  |  | 2            | Fernando Verdasco | Fernando Verdasco | 5            | 3            |  |
|  | Alt         | Rafael Matos         | Rafael Matos         | 4           | 1           |  |  | 6            | Pavel Kotov       | Pavel Kotov       | 7            | 6            |  |
|  | 6           | Pavel Kotov          | Pavel Kotov          | 6           | 6           |  |  |              |                   |                   |              |              |  |

### Sezione 3
|  | Primo turno | Primo turno             | Primo turno             | Primo turno | Primo turno |  |  | Ultimo turno | Ultimo turno            | Ultimo turno | Ultimo turno | Ultimo turno |  |
|  |             |                         |                         |             |             |  |  |              |                         |              |              |              |  |
|  | 3           | Bernabé Zapata Miralles | Bernabé Zapata Miralles | 6           | 6           |  |  |              |                         |              |              |              |  |
|  | WC          | Mehdi Benchakroun       | Mehdi Benchakroun       | 2           | 4           |  |  | 3            | Bernabé Zapata Miralles | 6            | 1            | 5            |  |
|  |             | Matteo Viola            | Matteo Viola            | 4           | 3           |  |  | 5            | Vít Kopřiva             | 0            | 6            | 7            |  |
|  | 5           | Vít Kopřiva             | Vít Kopřiva             | 6           | 6           |  |  |              |                         |              |              |              |  |

### Sezione 4
|  | Primo turno | Primo turno      | Primo turno      | Primo turno | Primo turno |  |  | Ultimo turno | Ultimo turno     | Ultimo turno | Ultimo turno | Ultimo turno |  |
|  |             |                  |                  |             |             |  |  |              |                  |              |              |              |  |
|  | 4           | Damir Džumhur    | Damir Džumhur    | 6           | 6           |  |  |              |                  |              |              |              |  |
|  | WC          | Lamine Ouahab    | Lamine Ouahab    | 3           | 4           |  |  | 4            | Damir Džumhur    | 4            | 7            | 6            |  |
|  |             | Andrea Vavassori | Andrea Vavassori | 6           | 6           |  |  |              | Andrea Vavassori | 6            | 5            | 4            |  |
|  | 8           | Filip Horanský   | Filip Horanský   | 3           | 0           |  |  |              |                  |              |              |              |  |